# Osamu Miyazaki
Osamu Miyazaki (宮崎敦?, Miyazaki Osamu; Yamaguchi, 23 gennaio 1966) è un pilota motociclistico giapponese, ritiratosi dall'attività agonistica.

## Carriera
La sua attività nel mondo delle corse motociclistiche ha avuto inizio nel 1983 nelle corse nazionali giapponesi. Per quanto riguarda le competizioni del motomondiale ha esordito nella stagione 1991, in classe 250 (dove resterà sempre) a bordo di una Yamaha. Ha partecipato solamente al Gran Premio motociclistico del Giappone grazie ad una wild card e senza ottenere punti validi per la classifica mondiale; la stessa cosa è avvenuta nel 1992 con la stessa moto e nel 1993, anno in cui passa ad una Aprilia.
Con questa moto gareggerà per alcuni anni, fino al 1996 e nel 1995, pur con sola una partecipazione in Giappone, ottiene i primi punti nelle classifiche iridate e lo si trova al 24º posto nella classifica stagionale. La stagione 1996 è la prima in cui le sue partecipazioni ai gran premi diventano più assidue e, al termine dell'anno, ottiene il 20º posto.
Nel 1997 torna alla Yamaha, concludendo 13º, suo miglior piazzamento in carriera; nel 1998 è invece 24º. Dal 2000 le sue apparizioni nel campionato ritornano ad essere a livello di wild card nei gran premi disputati in Giappone (anche nel GP del Pacifico, ottiene peraltro dei piazzamenti a punti che lo fanno risultare 27º quell'anno e, nel 2001, 28º).
Nel motomondiale 2002, ultimo anno in cui ha corso nella categoria, giunge al 16º posto generale, vincendo l'unica gara che ha corso nella stagione, sempre il GP di casa. Questa del 2002 sarà la sua ultima apparizione nel mondiale; continua a gareggiare a livello locale fino all'inizio del 2011 quando decide di terminare la propria carriera agonistica.

## Risultati nel motomondiale
| 1991 | Classe | Moto   |    |  |  |  |  |  |  |  |  |  |  |  |  |  |  |  | Punti | Pos. |
| ---- | ------ | ------ | -- |  |  |  |  |  |  |  |  |  |  |  |  |  |  |  | ----- | ---- |
| 1991 | 250    | Yamaha | 16 |  |  |  |  |  |  |  |  |  |  |  |  |  |  |  | 0     |      |

| 1992 | Classe | Moto   |    |  |  |  |  |  |  |  |  |  |  |  |  |  |  |  | Punti | Pos. |
| ---- | ------ | ------ | -- |  |  |  |  |  |  |  |  |  |  |  |  |  |  |  | ----- | ---- |
| 1992 | 250    | Yamaha | 24 |  |  |  |  |  |  |  |  |  |  |  |  |  |  |  | 0     |      |

| 1993 | Classe | Moto    |  |  |     |  |  |  |  |  |  |  |  |  |  |  |  |  | Punti | Pos. |
| ---- | ------ | ------- |  |  | --- |  |  |  |  |  |  |  |  |  |  |  |  |  | ----- | ---- |
| 1993 | 250    | Aprilia |  |  | Rit |  |  |  |  |  |  |  |  |  |  |  |  |  | 0     |      |

| 1995 | Classe | Moto    |  |  |   |  |  |  |  |  |  |  |  |  |  |  |  |  | Punti | Pos. |
| ---- | ------ | ------- |  |  | - |  |  |  |  |  |  |  |  |  |  |  |  |  | ----- | ---- |
| 1995 | 250    | Aprilia |  |  | 6 |  |  |  |  |  |  |  |  |  |  |  |  |  | 10    | 24º  |

| 1996 | Classe | Moto    |    |     |    |    |    |     |   |    |    |     |     |    |    |     |    |  | Punti | Pos. |
| ---- | ------ | ------- | -- | --- | -- | -- | -- | --- | - | -- | -- | --- | --- | -- | -- | --- | -- |  | ----- | ---- |
| 1996 | 250    | Aprilia | 15 | Rit | 13 | 15 | 20 | Rit | 8 | 12 | 12 | Rit | Rit | 16 | 15 | Rit | NP |  | 22    | 20º  |

| 1997 | Classe | Moto   |    |     |    |    |     |    |   |   |    |     |     |    |    |    |    |  | Punti | Pos. |
| ---- | ------ | ------ | -- | --- | -- | -- | --- | -- | - | - | -- | --- | --- | -- | -- | -- | -- |  | ----- | ---- |
| 1997 | 250    | Yamaha | 11 | Rit | 12 | 15 | Rit | 10 | 8 | 9 | 18 | Rit | Rit | 14 | 10 | 13 | 11 |  | 47    | 13º  |

| 1998 | Classe | Moto   |    |    |    |     |     |  |    |  |  |    |    |    |    |    |  |  | Punti | Pos. |
| ---- | ------ | ------ | -- | -- | -- | --- | --- |  | -- |  |  | -- | -- | -- | -- | -- |  |  | ----- | ---- |
| 1998 | 250    | Yamaha | 14 | 15 | 10 | Rit | Rit |  | NP |  |  | 18 | 18 | 14 | 15 | 14 |  |  | 14    | 24º  |

| 2000 | Classe | Moto   |  |  |   |  |  |  |  |  |  |  |  |  |  |  |    |  | Punti | Pos. |
| ---- | ------ | ------ |  |  | - |  |  |  |  |  |  |  |  |  |  |  | -- |  | ----- | ---- |
| 2000 | 250    | Yamaha |  |  | 8 |  |  |  |  |  |  |  |  |  |  |  | SQ |  | 8     | 27º  |

| 2001 | Classe | Moto   |  |  |  |  |  |  |  |  |  |  |  |  |    |  |  |  | Punti | Pos. |
| ---- | ------ | ------ |  |  |  |  |  |  |  |  |  |  |  |  | -- |  |  |  | ----- | ---- |
| 2001 | 250    | Yamaha |  |  |  |  |  |  |  |  |  |  |  |  | 13 |  |  |  | 3     | 29º  |

| 2002 | Classe | Moto   |   |  |  |  |  |  |  |  |  |  |  |  |  |  |  |  | Punti | Pos. |
| ---- | ------ | ------ | - |  |  |  |  |  |  |  |  |  |  |  |  |  |  |  | ----- | ---- |
| 2002 | 250    | Yamaha | 1 |  |  |  |  |  |  |  |  |  |  |  |  |  |  |  | 25    | 16º  |

| Legenda | 1º posto        | 2º posto            | 3º posto            | A punti      | Senza punti        | Grassetto – Pole position Corsivo – Giro più veloce |
| Legenda | Gara non valida | Non qual./Non part. | Ritirato/Non class. | Squalificato | '-' Dato non disp. | Grassetto – Pole position Corsivo – Giro più veloce |